# 2017年荷蘭—土耳其外交風波

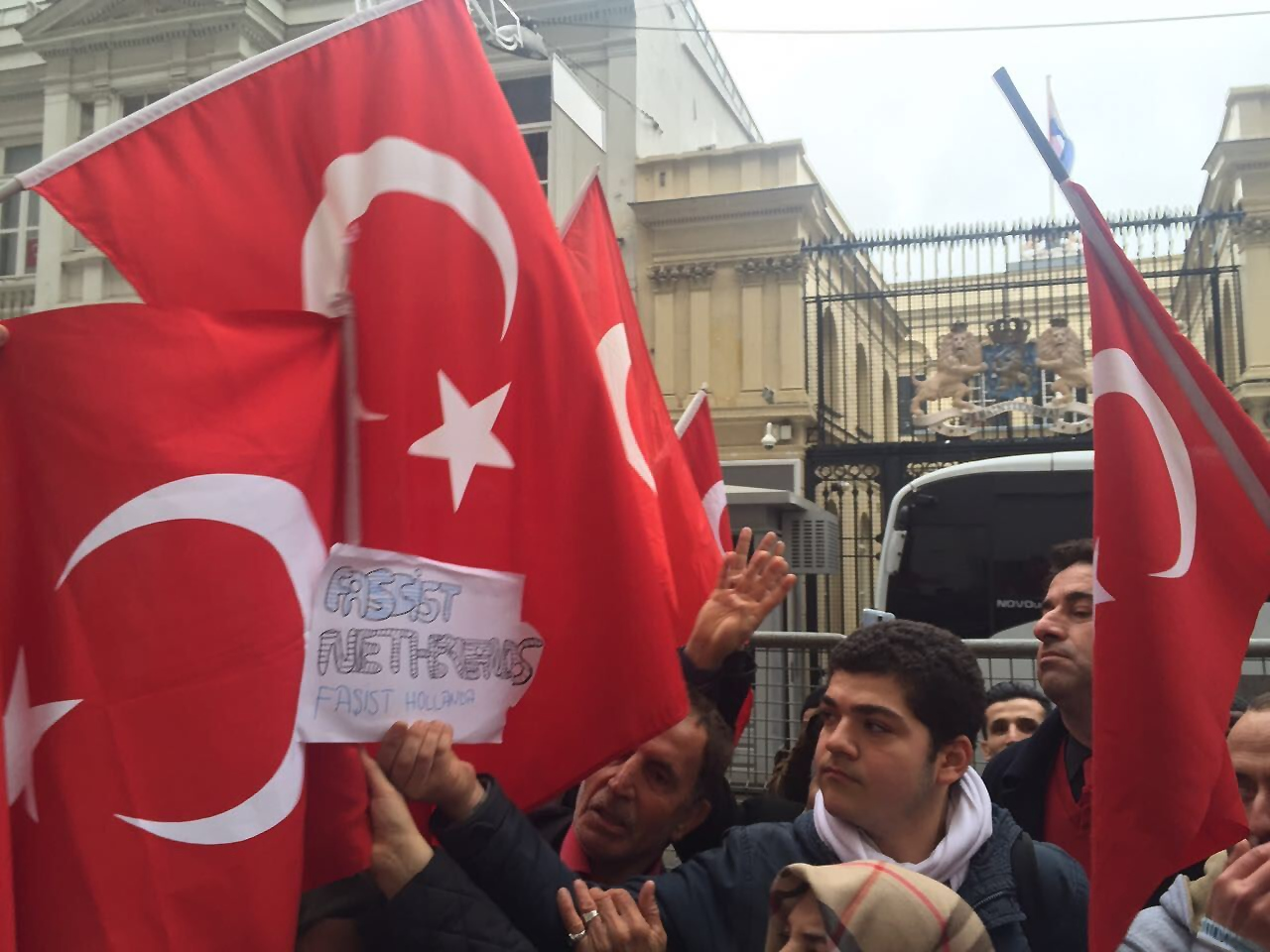
土耳其民眾在荷蘭駐伊斯坦堡總領事館前示威，2017年3月12日

2017年荷蘭－土耳其外交風波，是荷蘭與土耳其之間因荷蘭限制土耳其官員入境的外交事件，起因於土耳其派出官員赴荷游說僑民投票支持修憲，增加總統埃爾多安的權力。荷蘭禁止土耳其外交部部長梅夫呂特·克武什奧盧的飛機著陸，並驅逐了訪荷中的土耳其家庭社會政策部長法蒂瑪·貝圖爾·沙揚·卡耶出境。作為回應，土耳其禁止荷蘭駐土大使入境，埃爾多安並稱荷蘭是法西斯國家和納粹主義殘餘。

## 背景
土耳其政府計劃於2017年4月16日舉行涉及一系列憲法修正案的全民公決，如果得到批准，將使該國從議會民主制度轉變為總統制，埃爾多安總統將能夠再舉行兩次選舉，理論上允許他直至2029年為止都能擔任一個強勢的國家元首。批評者擔心土耳其變成威權主義國家，而支持者聲稱新系統將使土耳其更強大且安全。
為了說服歐洲的土耳其僑民（其中許多人仍然持有土耳其公民身份，因此獲准參加全民公投），一些高級土耳其政府官員試圖在擁有大量土耳其人口的歐洲城市開展活動，包含荷蘭的鹿特丹市，其中包含40萬名在荷土耳其裔的大部分人。土耳其計劃在在許多歐洲國家展開活動，其中包括荷蘭。
根據土耳其法律，海外競選活動即使在駐外使領館也是非法的；但是土耳其的大多數政黨，包括執政的AKP，都蔑視了法律，土耳其的全民投票剛好與荷蘭大選劬定於3月15日。

## 升級
2017年3月9日，荷蘭外交大臣伯特·昆德斯告訴土耳其外長克武什奧盧，荷蘭不會批准他於3月11日訪問鹿特丹的計劃，意味著他不會以任何官方身份與克武什奧盧會晤，荷蘭將在計劃訪問期間不提供任何方式支持。昆德斯提出了對公共秩序和安全的風險，並進一步指出，雖然荷蘭政府不同意訪問的計劃，但他不會侵犯憲法規定的集會自由權。但在克武什奧盧公開要求所有“荷蘭的土耳其公民”於3月11日來到土耳其駐鹿特丹領事館。如果他的訪問受阻，他進一步威脅荷蘭受“嚴重制裁”。荷蘭首相馬克·呂特及時撤銷了克武什奧盧的政府飛機在荷蘭土地上的權利。
荷蘭的拒絕促使埃爾多安總統將荷蘭語描述為“法西斯主義者”和“納粹主義遺孽”，導致雙方立場的僵持。呂特稱埃爾多安的話是“偽造歷史”，並要求道歉。
土耳其政府隨後將土耳其家庭社會政策部長法蒂瑪·貝圖爾·沙揚·卡耶送到鹿特丹，土耳其領事據稱向鹿特丹市長艾哈邁德承諾她不會來荷蘭。她後來與荷蘭警方發生對峙幾個小時，其中土耳其部長拒絕離開荷蘭，試圖進入領事館。雖然她沒有被逮捕，荷方宣佈她為不受歡迎人物，最終將她護送到荷德邊境，並返回德國。

## 反應

### 荷蘭
- 呂特首相稱土耳其政府的立場離奇且不可接受，並呼籲談判解決僵局，並補充說，土耳其已經跨越了外交路線，“這從來沒有一個國家發生過」。
- 全國調查顯示，86％的荷蘭人支持荷蘭政府的行動，10％的人譴責他們。 91％的荷蘭人將事件的升級歸咎於土耳其政府。

### 土耳其
- 土耳其總統雷吉特·塔伊普·埃爾多安說，荷蘭的行動像一個“香蕉共和國”，應該面臨制裁。[6]
- 土耳其總理比纳利·耶伊尔德勒姆說，將對荷蘭採取“強而有力的對策”。荷蘭大使，臨時代辦和駐安卡拉總領事館的住所關閉，休假的荷蘭大使不准返回土耳其。
- 在伊斯坦布爾，人們將刀刺入橘子（荷蘭皇家的象徵），3月13日，土耳其禁止荷蘭大使（在事件發生期間出國）返回土耳其，並表示暫停“高級外交關係”。
- 3月14日，埃爾多安指責荷蘭在斯雷布雷尼察屠殺中屠殺波士尼亞穆斯林。
- 3月15日，埃爾多安敦促伊斯坦布爾市切斷他們（不存在的）與鹿特丹的姐妹城市協議
- 3月15日，土耳其紅肉協會下令把荷蘭牛退回荷蘭，稱它不希望由於兩國之間的外交危機而代養牛。
- 回應荷蘭選舉結果，土耳其外長克武什奧盧說，如馬克·呂特的黨像維爾德斯的黨一樣法西斯，並預測一場聖戰將在歐洲爆發。
- 土耳其黑客在德國和荷蘭禁止土耳其部長進入該國後，已經竊取了一些Twitter帳戶。
- 3月17日，土耳其內政部長蘇萊曼·索伊盧威脅每月向歐盟遣送15,000個難民(歐洲難民危機)。